# Саянские языки
Сая́нские тюркские языки́(уйгу́ро-огу́зские, тоба́ские языки́) — восточные тюркские языки, распространённые в регионах России (Тыва, Бурятия, Иркутская область), Монголии и Китая, относящихся к Саянскому нагорью и прилегающим областям.
Саянские языки в той или иной степени являются взаимопонимаемыми между собой.

## Происхождение
Все саянские языки, предположительно, восходят к орхоно-уйгурскому языку, от которого происходят также халаджский и сарыг-югурский. По другой версии, саянские языки являются потомками чикского диалекта древнеогузского (орхоно-енисейского, близкородственного орхоно-уйгурскому, но не идентичного ему).

## Классификация
Выделяются следующие идиомы:
- тувинский язык;
- тофаларский язык;
- кёк-мончакский язык;
- сойотско-цаатанский язык;
- цэнгэльский язык.

Сойотско-цатанский язык разделяется на сойотский и цатанский диалекты. Также из состава цатанского особо выделяется урянхайский диалект.
Тувинский язык распадается на западные, центральные и восточные диалекты. 
Внутри саянских противопоставляются идиомы таёжного и степного ареала. Причём западные и центральные диалекты тувинского относятся к степному ареалу, в то время как восточные — к таёжному. К степному ареалу относится также кёк-мончакский и цэнгэльский, к таёжному — тофаларский и сойотско-цатанский языки.
Разделение саянских языков, предположительно, датируется XVI—XVII веками.

## Основания для выделения в самостоятельную группу
Саянские языки характеризуются следующими признаками:
- сохранение пратюркского интервокального -d- и реализация его в конце слов в виде -t (адак, кут), слово езер 'седло' — хакасское заимствование или отражает некий консонантный кластер;
- сохранение противопоставления сильных и слабых смычных в начале слова (при этом в абсолютном начале слова и слабые, и сильные произносятся глухо);
- возможность спирантизации пратюркского *k- перед гласными переднего ряда;
- сохранение в конце слов пратюркского -g или изменение его в -j;
- многоступенчатая система противопоставления сильных и слабых согласных, особенно в диалектах таёжного ареала, наиболее последовательное в сравнении с остальными тюркскими озвончение глухих (арзылан);
- возможность реализации пратюркского -i- как -y- (дыл);
- тенденция к слиянию a и y, e и i;
- противопоставление фарингализованых и нефарингализованных гласных как отражение древнего противопоставления между долгими и краткими гласными.